# Колымажный переулок
Колыма́жный переулок (в XVIII—XIX вв. — поочередно Лукинский переулок, Антипьевский переулок (до 1962 г.), 1962—1993 — улица Маршала Шапошникова, 1993—1994 — Колымажная улица) — переулок в Центральном административном округе города Москвы. Проходит от Волхонки до Гоголевского бульвара, лежит параллельно Знаменке, слева от неё. Нумерация домов ведётся от Волхонки.

## Происхождение названия
Название 1990-х годов, дано по Колымажному двору, где хранились царские экипажи — колымаги. Согласно Яну Рачинскому мнение о том, что именно этот переулок в XVIII-XIX веках назывался Колымажным — ошибочно, и исходит от Мартынова, который без ссылок на источники указывает этот переулок как Колымажный. В действительности Колымажным переулком в 1826 году называлась прилегающая к Волхонке часть Малого Знаменского переулка.

## История
С XVI века на этом месте находились конюшни и Колымажный двор (закрыты в 1830 году).
В 1830 году Колымажный двор был сломан; его каменные постройки были сначала манежем для обучения верховой езде, а потом были преобразованы в пересыльную тюрьму. Из этой тюрьмы, в частности, бежал Ярослав Домбровский. Затем (c 1868 года) московской пересыльной тюрьмой стала Бутырская тюрьма.
С 1912 года на месте Колымажного двора был открыт Государственный музей изобразительных искусств им. А. С. Пушкина.
В XVIII—XIX веках переулок сменил ряд названий: Лукинский переулок (по церкви апостола и евангелиста Луки, разобранной в 1816 году), Антипьевский переулок (по церкви Антипия священномученика, что у Колымажного двора).
В 1962 году Антипьевский переулок был переименован в улицу Маршала Шапошникова в честь советского военачальника Б. М. Шапошникова. В 1993 году улица Маршала Шапошникова была переименована в Колымажную улицу, но в 1994 году переименование было уточнено, и улица снова стала переулком. В 2017 году прежнее название было перенесено на другую улицу в Хорошёво.

## Примечательные здания и сооружения

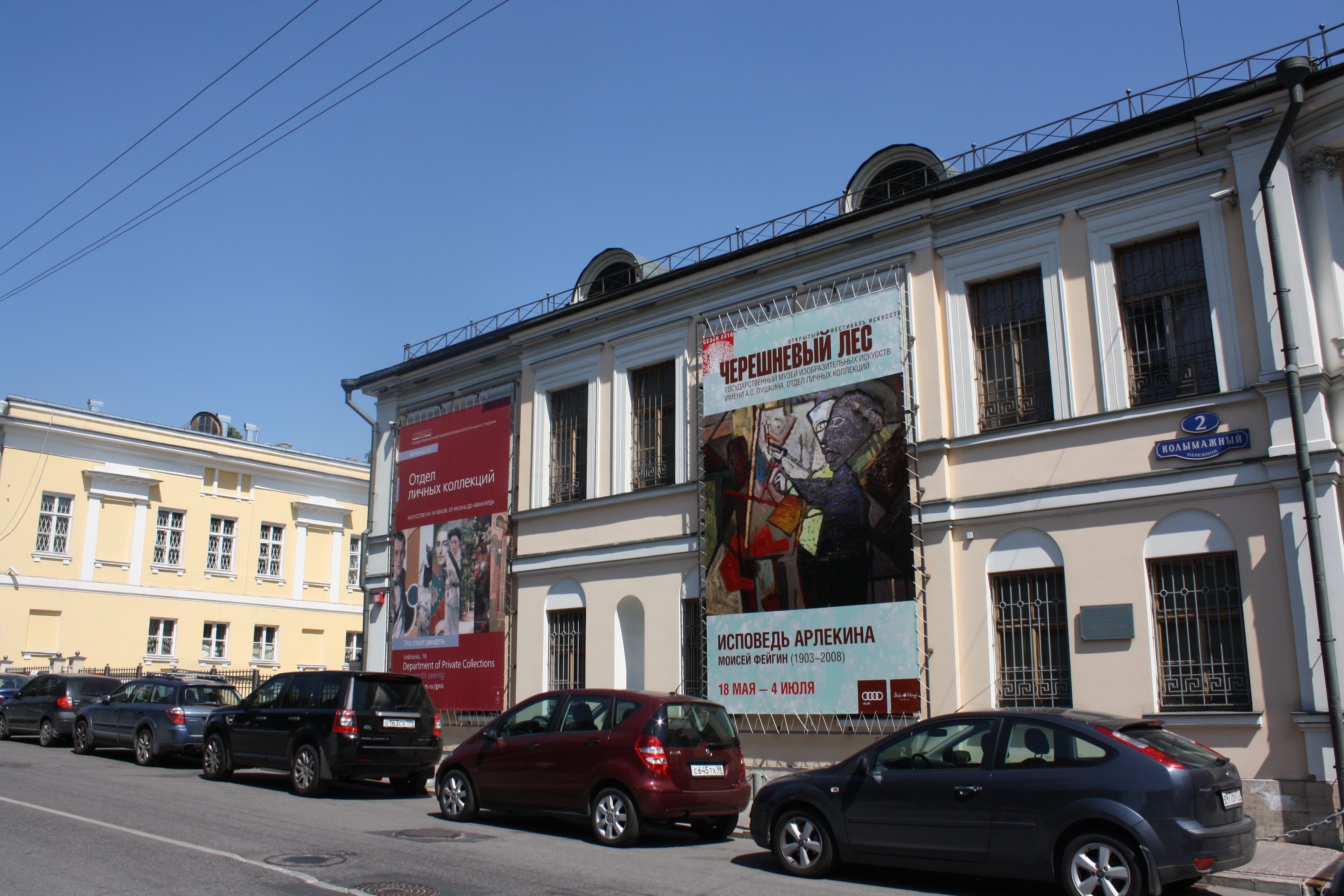
Колымажный, № 2.

### По нечётной стороне

#### Жилой дом (№ 7)
Дом построен в 1907 году для А. В. Бурышкина по проекту архитектора Ф. Ф. Воскресенского.

#### Дом и флигель А. В. Бурышкина (№ 7, во дворе)
Построен в 1914 году по проекту архитектора В. В. Шервуда.

#### Городская усадьба А. Я. Радонежской — А. А. Никифорова (№ 9, строение 2)
Построена в 1880-х года по проекту архитектора А. А. Никифорова.

#### Городская усадьба Е. М. Алексеевой (№ 13/16)
Флигель усадьбы был построен в 1884 год по проекту Д. Н. Чичагова для матери городского головы Н. А. Алексеева Е. М. Алексеевой. После переезда в 1918 году советского правительства из Петрограда в Москву в доме некоторое время размещался один из департаментов Комиссариата земледелия. Автор построенного в 1898—1908 годах главного дома — А. Э. Эрихсон.

### По чётной стороне

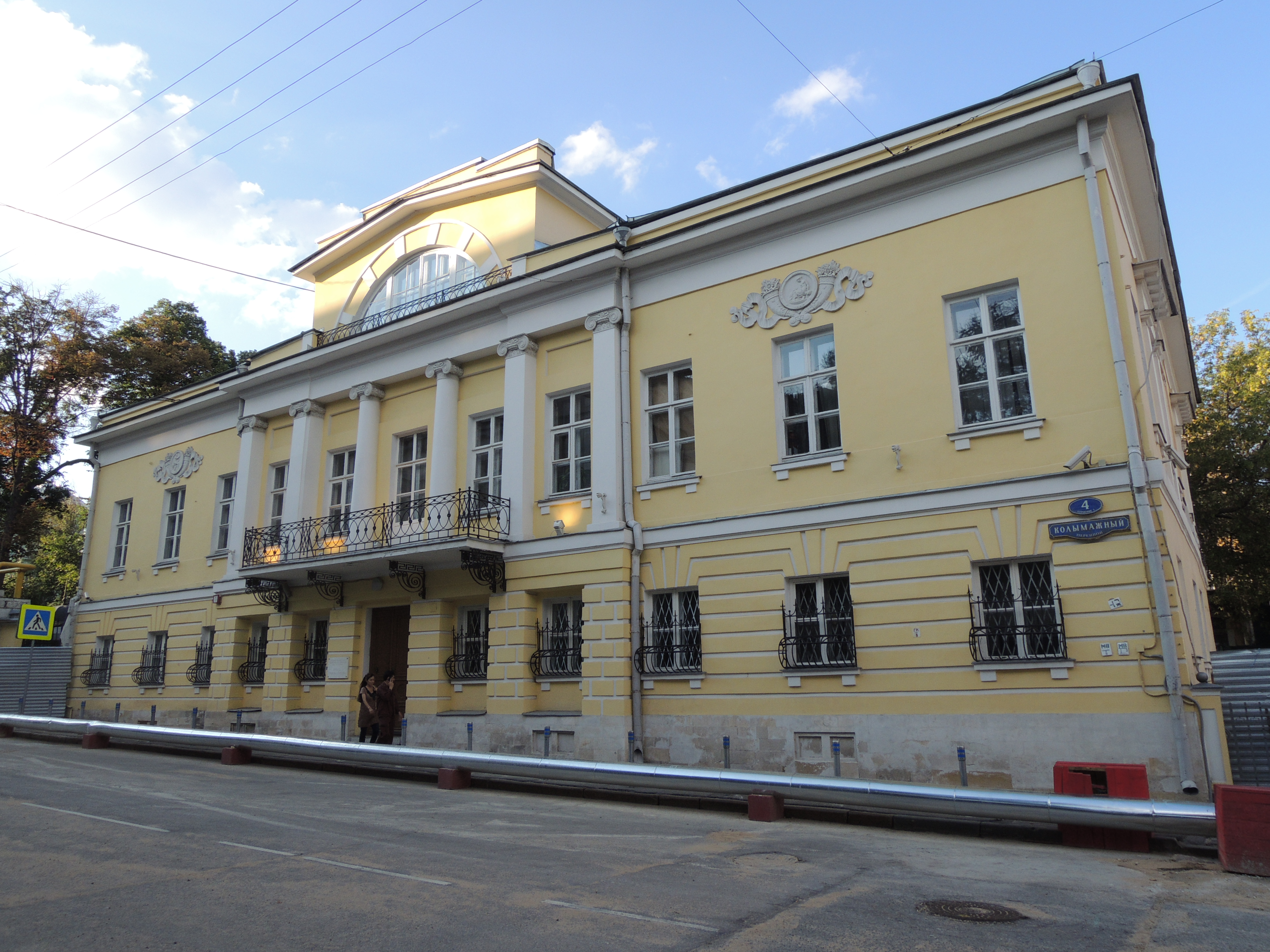
дом № 4 — особняк В. А. Глебовой (Бурышкиных)

#### Особняк В. А. Глебовой (Бурышкиных) (№ 4)
Здание построено в 1826—1827 годах по проекту архитектора Ф. М. Шестакова  на участке на земле церкви Иоанна Предтечи, стоявшей до 1793 года на углу Колымажного переулка и Волхонки. В 1896 году дом перешёл к купеческой семье Бурышкиных. Последний дореволюционный владелец дома — П. А. Бурышкин — собирал здесь коллекцию «всего, что касалось старой Москвы», намереваясь передать её вместе с домом в городскую собственность. Этим планам не суждено было реализоваться; после революции в здании разместились сперва отделы Народного комиссариата по делам национальностей, после детская библиотека и областная библиотека МОНО; в 1932—1960 годах в особняке размещалось жильё. В 1961 году, после реставрации, в дом перевели часть коллекций ГМИИ имени А. С. Пушкина. Здание является прекрасным образцом московского ампира. Фасад дома лаконичен; аттик с полукруглым окном поддерживают шесть полуколонн коринфского ордера; на втором этаже находится балкон с изящной кованой решёткой (кронштейны были восстановлены при реставрации в 1960-х годах). Примечательны и интерьеры здания — в частности, роспись парадной лестницы, содержащая масонские символы и изображения человеческих фигур в странных позах. Долгое время считалось, что в особняке жил композитор А. Н. Верстовский, однако позднее эта информация была опровергнута. В настоящее время в здании располагается отдел гравюры и рисунка ГМИИ имени А. С. Пушкина. Особняк имеет статус объекта культурного наследия федерального значения.

#### Городская усадьба Глебовых-Пономарёвых (№ 6, стр. 2)
Самое раннее из существующих на этом участке зданий — деревянный особняк в стиле ампир — построено в первой трети XIX в. на землях бывшей усадьбы Милославских, строения которой не дошли до наших дней — за исключением, вероятно, сохранившейся во дворе небольшой хозяйственной постройки. Первым владельцем особняка был действительный статский советник П. И. Глебов, друг семьи Пушкиных, крёстный отец младшего брата А. С. Пушкина Льва. Строение справа от главного здания датируется 1820-ми годами. В  1913—1914 годах  по проекту архитектора Н. С. Шуцмана была возведена пристройка к главному зданию в неоклассическом стиле. Тогда же со стороны Колымажного переулка была построена и ограда участка в стиле модерн. До революции 1917 года усадьбой владел Н. И. Пастухов. С 1917 года в здании размещались детские учреждения. Весь ансамбль с окружавшим его садом частично сохранился, но к 80-м годам XX века обветшал и был реконструирован. С января 2006 года в бывшей усадьбе размещается Центр эстетического воспитания детей и юношества «Мусейон» при ГМИИ им. А. С. Пушкина. В 1989 году в ходе проводившихся под руководством А. Г. Векслера раскопок на усадебной территории были обнаружены остатки строений, сгоревших во время большого московского пожара 1737 года. Считается, что пожар начался именно здесь от «копеечной свечки», забытой у иконы в доме Милославских.

#### Церковь Антипия на Колымажном дворе
В разные годы церковь Антипия упоминалась как церковь «у Больших конюшен» (1619), «что в Чертолье» (1625), «что у Государевых больших конюшен» (1667), «на Ленивом торжке у старых конюшен». Каменное здание храма с освященным во имя священномученика Антипы, епископа Пергамского было возведено в третьей четверти XVI века, вблизи государева Конюшенного двора. Пристроенные позднее придел святителя Николая Чудотворца (в стиле барокко), трапезная-притвор и колокольня (1798) с приделом (классический стиль) скрыли главный храм здания. Основной объём храма имеет небольшие размеры, перекрыт крестовым сводом и отличается от других храмов XVI века тем, что имеет двухчастный алтарь. Особенность храма, выделяющая его из ряда бесстолпных храмов — соответствие пилястр интерьера, разделяющих стены до уровня свода, фасадным пилястрам. После закрытия храма в 1929 году здание использовалось под жильё, вплоть до передачи здания церкви там размещались запасники ГМИИ имени Пушкина. Внутри придела и на сводах трапезной сохранились фрагменты первоначальной росписи с растительным орнаментом, на сводах и нишах Предтеченского придела — стенопись середины XIX века.

#### Административное здание Наркомата обороны(№ 14/1)
Здание было построено в 1934—1938 годах по проекту архитектора Л. В Руднева для народного комиссариата военных и морских дел («Наркомвоенмора»). Большая часть планировавшегося комплекса не была реализована. Башня построенного здания стала одной из архитектурных доминант Колымажного переулка. Ныне в здании размещается Центральная телерадиостудия Министерства обороны РФ. Здание имеет статус памятника архитектуры регионального значения.

## См. также

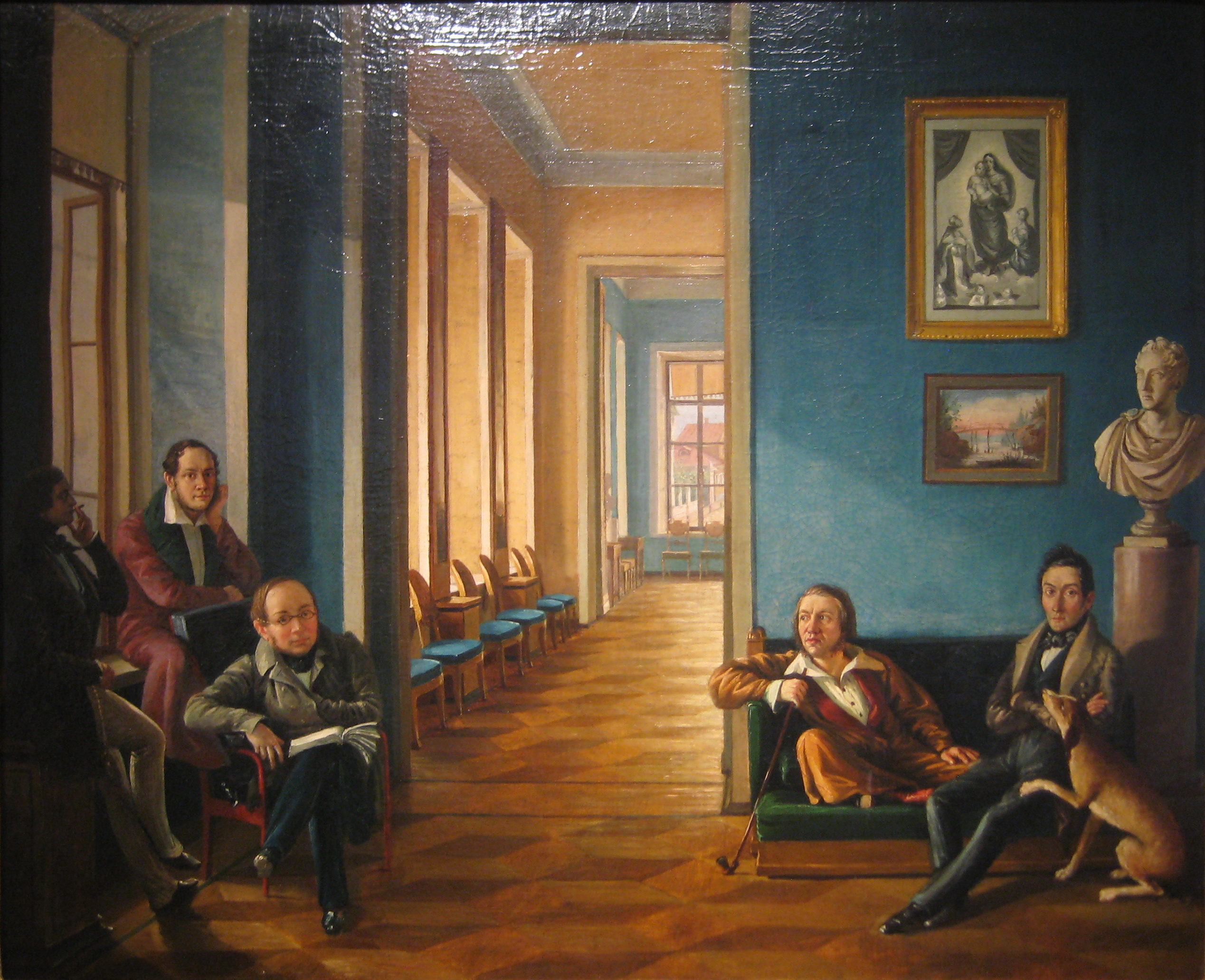
Н.И. Подключников. Интерьер в квартире Алексея Матвеевича Филамофитского в Москве в Антипьевском переулке около улицы Волхонки. После 1835.